# Google Nest
Google Nest (anteriormente Google Home) é uma marca de alto-falante inteligente desenvolvido pelo Google. O primeiro aparelho foi anunciado em maio de 2016 e lançado nos Estados Unidos em novembro de 2016, com lançamentos subsequentes globalmente ao longo de 2017.
O alto-falante Google Nest permite que os usuários falem comandos de voz para interagir com os serviços do Google por meio do assistente pessoal do Google, chamado Google Assistente. Um grande número de serviços, internos e de terceiros, são integrados, permitindo aos usuários ouvir música, controlar a reprodução de vídeos ou fotos, ou receber atualizações de notícias totalmente por voz. O dispositivo Google Nest também têm suporte integrado para automação residencial, permitindo aos usuários controlar eletrodomésticos inteligentes com sua voz. Vários dispositivos do Google Nest podem ser colocados em diferentes quartos em uma casa para a reprodução sincronizada de música. Uma atualização em abril de 2017, trouxe o suporte a múltiplos usuários, permitindo que a capacidade do dispositivo diferenciar até seis pessoas por voz. Em maio de 2017, o Google anunciou várias atualizações de funcionalidades para o Google Nest, incluindo chamadas gratuitas por telefone nos Estados Unidos e no Canadá, atualizações proativas antes dos eventos programados, respostas visuais em dispositivos móveis ou televisores compatíveis com Chromecast, streaming de áudio Bluetooth, e a capacidade para adicionar lembretes e compromissos no calendário.
O produto original tem uma forma cilíndrica com LEDs na parte superior para a representação visual do seu estado, e a tampa sobre a base é modular, com diferentes opções de cores, oferecidos através da Google Play. Em outubro de 2017, o Google anunciou duas adições à linha de produtos, Google Home Mini e Google Home Max.
Em outubro de 2018, a empresa lançou o Google Home Hub, um alto-falante inteligente com uma tela de 7 polegadas. Em maio de 2019, o Google anunciou que os dispositivos Google Home seriam renomeados como dentro da marca Google Nest, e também revelou o Google Nest Hub Max, um display inteligente maior.
O aplicativo para iOS e o Android, utilizado inicialmente para configurar o alto-falante inteligente e dispositivos de transmissão do Google tem o mesmo nome. Em outubro de 2016, o aplicativo Google Cast foi renomeado para Google Home, deixando "Google Cast", como o nome da tecnologia.

## História
Em março de 2016, foram publicados relatórios sobre o Google desenvolvendo um alto-falante sem fio para competir com o Amazon Echo. Google Home foi anunciado oficialmente na conferência de desenvolvedores da empresa em maio de 2016, onde também foi anunciado que o Home iria executar o Google Assistente (uma evolução do Google Now que seria integrado em outros produtos anunciados na conferência).
Google Home foi lançado nos Estados Unidos no dia 4 de novembro de 2016. Ele foi lançado no Reino Unido em 6 de abril de 2017. Em maio de 2017, o Google anunciou que o Home iria estar indo para a Austrália, o Canadá, a França, a Alemanha e o Japão, no meio de 2017, e o dispositivo posteriormente, tornou-se disponível para pré-encomenda no Canadá, em 2 de junho de 2017, com data de varejo em 26 de junho. Em julho de 2017, o Google anunciou o lançamento do Google Home, na Austrália, em 20 de julho de 2017, a França, em 3 de agosto de 2017, na Alemanha, em 8 de agosto de 2017, Itália em 27 de março de 2018
Em 4 de outubro de 2017, o Google anunciou o Google Home Mini, uma versão mais barato e menor que o original, que foi lançado em 19 de outubro de 2017, bem como o Google Home Max, uma versão maior do Google Home, que foi lançado em 11 de dezembro de 2017.
O Google Home e Home Mini foram lançados na Índia em 10 de abril de 2018.

## Recursos
Várias formas serviços internos e de terceiros são integrados ao Google Home, permitindo que os usuários falem comandos de voz para controlar a interação com eles. Exemplos de serviços suportados incluem o Google Play Music, o Spotify e o iHeartRadio para áudio, Netflix, YouTube e Google Fotos para vídeos e fotos, o Google Agenda e o Google Keep para as tarefas, e a CNN, CNBC e O Wall Street Journal para atualizações de notícias. Novos serviços são integrados de forma contínua.
O Google Assistente, um assistente pessoal inteligente, é incluído como o principal e único assistente no Google Home. ao contrário de seu primo, o Google Now, o Assistente é capaz de envolver-se em conversas com os usuários. O Wall Street Journal relatou em outubro de 2016, que o Google contratou roteiristas dos filmes da Pixar e do jornal satírico, The Onion, para desenvolver uma personalidade para o Assistente, com um objetivo de longo prazo a ser para invocar um sentido de relação emocional com os usuários.
Os usuários podem se conectar e agrupar vários alto-falantes Home para reprodução sincronizada de música em cada quarto. Uma omissão notável da característica "várias contas", foi criticado por JR Raphael da Computerworld , em novembro de 2016, mas uma atualização para usuários nos Estados Unidos, em abril de 2017 habilitou o recurso. Google Home agora pode reconhecer até seis diferentes vozes, extraindo informações de suas contas diferentes, dependendo de quem está falando. No entanto, Ryan Whitwam de Android Police criticou a incapacidade para criar lembretes ou compromissos em calendários dos usuários, escrevendo que "adicionando algo ao seu calendário tem de ser uma das tarefas mais comuns de um assistente humano. Certamente não é impossível fazer essas coisas".
Google Home inclui funções de domótica , permitindo que proprietários de usá-lo como um hub central para controle de dispositivos inteligentes. Exemplos de dispositivos suportados incluem o player de mídia digital Chromecast , e produtos do Nest, SmartThings, Philips Hue, LIFX, LightwaveRF, e Logitech Harmony.
Em maio de 2017, o Google anunciou várias atualizações para as funcionalidades do Google Home. Ele agora suporta chamadas sem usar as mãos, permitindo aos usuários fazer chamadas grátis para qualquer telefone fixo ou celular dos Estados Unidos e Canadá . No entanto não há suporte para serviços de emergência 9-1-1. "Assistência Proativa" permite que o dispositivo dite as atualizações para os usuários, sem seja solicitado, incluindo atualizações sobre o trânsito antes de um evento agendado. "Respostas Visuais" permite que os usuários enviem respostas a partir do Google Home para o dispositivo móvel ou televisões compatíveis com o Chromecast. O dispositivo agora também suporta transmissão de áudio Bluetooth através de dispositivos compatíveis (incluindo dispositivo móvel, tablets e computadores), e a capacidade de agendar compromissos no calendário, com suporte para lembretes.
Em 28 de março de 2018, o Google fez o anúncio através de seu blog que os usuários poderiam emparelhar qualquer dos dispositivos Google Home aos seus próprios alto-falantes Bluetooth sem exigir o uso do Chromecast.

## Variantes
The Information relatou que o hardware interno do Google Home era muito semelhante ao de Chromecast, com o mesmo processador ARM e chip Wi-Fi. Uma desmontagem pela iFixit do modelo original  , em novembro de 2016, confirmou que o dispositivo caracterizava muitas dos mesmos componentes de hardware que o Chromecast de segunda geração.

### Home
«Google is permanently nerfing all Home Minis because mine spied on everything I said 24/7 [Update x2]». Android Police
O modelo original do Google Home  é um  alto-falante cilíndrico com 5,62
 polegadas (143 milímetros) de altura, e 3,79
 polegadas (96 milímetros) de diâmetro. A superfície superior do dispositivo dispõe de LEDs coloridos e possui controles de toque capacitivos para inicar ou pausar a música e para ajustar o volume. Um botão mute está localizado na parte de trás do dispositivo, o que desativa os microfones.
A base do dispositivo é coberta por uma casca que atua como uma grade de alto-falante, que é projetado para ser removido e substituído por um que se adapte a decoração de um quarto. , A partir de novembro de 2016, o Google oferece conchas de tecido nas cores de "Mango", "Marinha", e "Violeta" , além de conchas metálicas nos acabamentos de "Carbono", "Cobre", e "Neve" .

### Home Mini

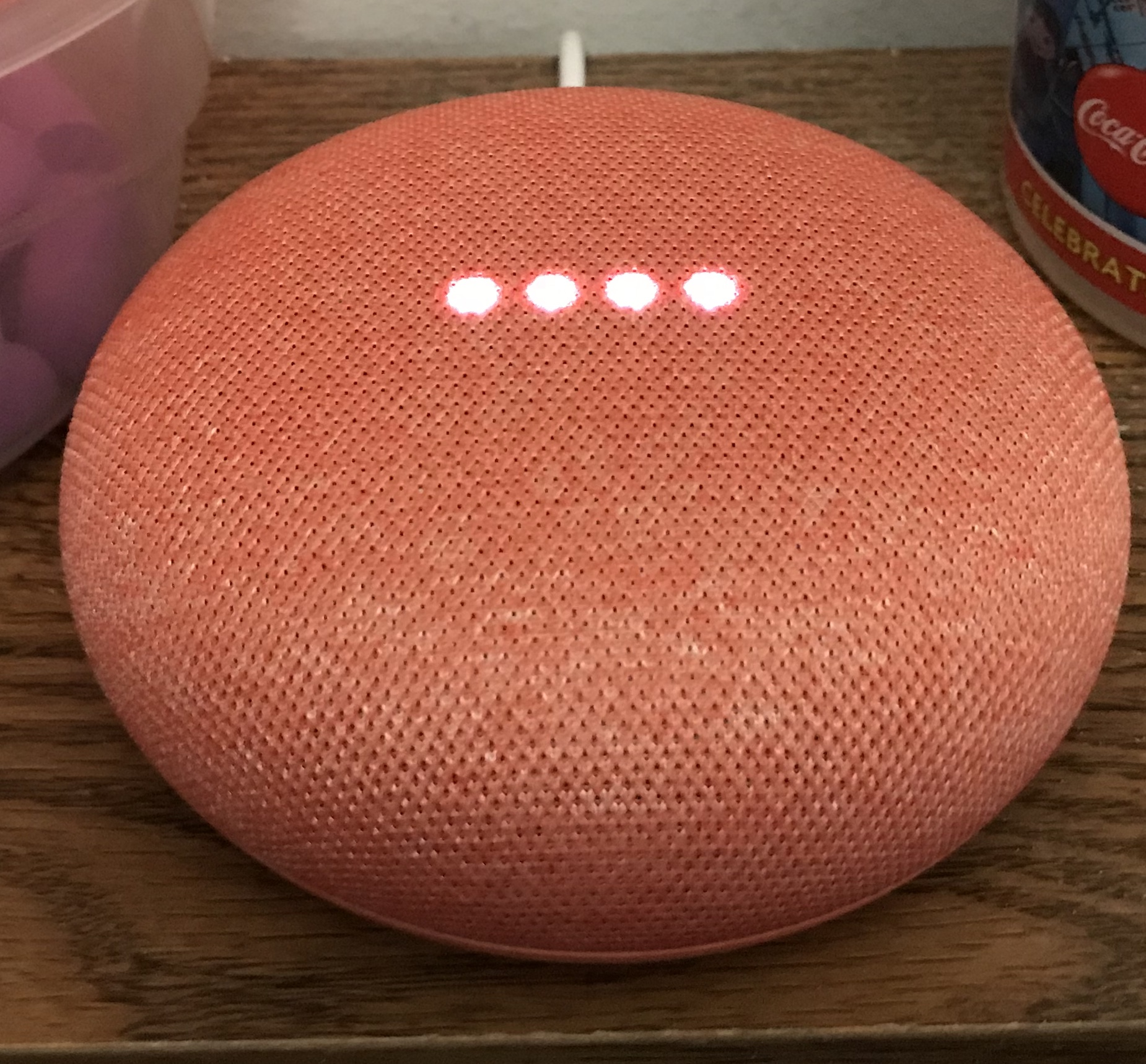
Um Google Home Mini na cor Coral ativado

O Google lançou o Google Home Mini durante um evento em 4 de outubro de 2017 focado em hardware, onde foi lançado em 19 de outubro de 2017. É uma variante do Google Home com as mesmas funcionalidades, mas em um tamanho menor ,com uma forma semelhante a uma pedra, tendo em torno de 4 polegadas (10 cm) de diâmetro, com um tecido no topo com as luzes de status de cor branca. Ele tem um interruptor mute ao invés de incluir um botão de mute, e usa um conector micro USB para alimentação. Ele está disponível nas cores "Giz", "Carvão", ou "Coral" . Analistas compararam o Google Home Mini com o Echo Dot da Amazon.

### Home Max
O Google também revelou Google Home Max durante o evento no dia 4 de outubro de 2017 e foi lançado em 11 de dezembro de 2017. É uma versão maior do dispositivo com alto-falantes estéreo (incluindo dois tweeters e woofers), um conector de áudio e um conector USB Tipo-C destinado a uma rede com fios usando um adaptador ethernet . Home Max foi vendido nas opções de cores "Giz" e "Carvão" , e incluem um suporte magneticamente ligado para orientação vertical. Home Max também inclui "Smart Sound", um sistema de áudio adaptativo que usa aprendizagem de máquina para ajustar automaticamente a saída de som com base em fatores como o ambiente (incluindo colocação e fontes de ruído) e o tempo do dia. Os analistas consideraram o Home Max como mais um concorrente direto para outros alto-falante como os de Sonos, bem como o HomePod da Apple .

## Recepção
O original Google Home recebeu críticas mistas. O seu design e entrada/saída de som recebeu bastante elogios, enquanto que a falta de interoperabilidade entre outros dispositivos habilitados com Google Assistente foi criticado. Os críticos expressaram preocupação com as intenções do Google com o dispositivo, especialmente se os recursos seriam mais bem integrado em outros produtos do Google, e um crítico observou que as funcionalidades no Google Home era mais limitado do que as oferecidas através do Google Assistente em outras plataformas. Os analistas tinham diferentes experiências com o processo de instalação, enquanto um crítico louvava, o outro, criticava, e as respostas baseadas em pesquisa foram o tema do debate do Google Home, com um revisor, elogiando suas capacidades enquanto outro destacou várias respostas de má qualidade.
David Pierce, da Wired ,comparo o Google Home com o Amazon Echo, escrevendo em resumo de que "às vezes, o Home parece mágica de ficção científica. Às vezes, ele se estende além de sua compreensão e cai. O Echo é menos impressionante, mas mais confiável". Pierce elogiou a aparência do Google Home, escrevendo que ele se sente "minimalista, atencioso e caloroso" no ambiente, e também elogiou seu alto-falante, descrevendo-o como "mais rico, mais brilhante e mais dinâmico do que o Echo, e alto o suficiente para encher uma sala". Embora tenha observado que o é o uso do Google Assistente pelo Home funcionava de maneiras diferente das que ele fez através do aplicativo Google Allo ou  o smartphone Google Pixel , , o que significa instruções rápidas em vez de tarefas mais longas, ele elogiou suas habilidades de pesquisa, escrevendo que "Se você esperava que o Home seria excelente nas pesquisas. Ele faz", apesar de alguns erros em algumas pesquisas. Pierce criticou sua falta de interoperabilidade com outros dispositivos habilitados com Google Assistente, embora tenha considerado o potencial futuro de conectar informações "enormes" nas linhas de produtos do Google.
Ron Amadeo da Ars Technica , elogiou o processo de instalação do Google Home e a sua habilidade para captar os comandos de voz mesmo à distância, chamando o último de "absolutamente incrível". Ele observou que o dispositivo havia limitação em recursos Bluetooth no momento (antes da atualização de maio de 2017 ), no entanto, escreveu que "é importante saber que o Google Home não é um alto-falante Bluetooth; é puramente um dispositivo Google Cast. Se você deseja reproduzir áudio em um Google Home, o serviço precisa ter um botão do Google Cast". Ele também criticou a falta de funcionalidades entre dispositivos com  Assistente , escrevendo que "praticamente todas as ações que você enviar para o Google Home vai permanecer no Google Home e nunca há uma interação com o telefone", e ele observou preocupações e perguntas sobre se o Google tem a intenção de incorporar a funcionalidade mais profundamente em suas linhas de produtos. Além disso, em seu resumo, ele escreveu que "Por que pagar $129 para um dispositivo que é menos capaz do que um celular com Android?".
James Martin da CIO, no entanto, criticou Google Home pelo que ele experienciou como "muitas dores de cabeça durante a instalação", citando várias tentativas de reiniciar o roteador, Google Home e seu smartphone, mas tendo uma falta de conectividade adequada e desconexões.  Em uma postagem examinando os "snippets destaques" (respostas destacadas com base nos resultados de pesquisa que o Google Home usa para responder a perguntas de voz) do Google, Adrianne Jeffries, do The Outline, criticou duramente o Google por fornecer respostas de má qualidade, escrevendo que "como o Google tenta combater o problema de proliferação de notícias falsas ao banir os editores de sua plataforma de anúncios, ela continua disseminando notícias falsas por meio de trechos em destaque ".
Antes de seu lançamento, um grande bug foi descoberto em alguns dispositivos Google Home Mini, onde o "fantasma de entrada" na sua superfície sensível ao toque— que poderia ser tocada para ativar o Assistente sem usar o comando hotword associado - fazia com que o Assistente fosse ativado sozinho, resultando em gravação de voz indesejáveis. O Google desativou e, em seguida, removeu permanentemente, a capacidade para ativar o Assistente através do toque em modelos do Home Mini devido a questões de privacidade associado com o bug. Em dezembro de 2017, o Google lançou uma atualização para o Home Mini, permitindo que os usuários pressionem os botões de volume para a reprodução e a pausa de áudio.

## Leitura complementar
- «Google is permanently nerfing all Home Minis because mine spied on everything I said 24/7 [Update x2]». Android Police
- CNET Revisão (Casa)
- CNET Revisão (Home Mini)